# Hydaticus inexspectatus
Hydaticus inexspectatus är en skalbaggsart som beskrevs av Trémouilles 1996. Hydaticus inexspectatus ingår i släktet Hydaticus och familjen dykare. Inga underarter finns listade i Catalogue of Life.